# Jacques Lebrun (télévision)
Pour les articles homonymes, voir Jacques Lebrun et Lebrun.
Jacques Lebrun (4 janvier 1928 à Tourcoing - 23 octobre 2003), aussi appelé le professeur Lebrun, était un présentateur de bulletins météo du réseau de télévision TVA à la fin des années 1970 et au début des années 1980. Il a longtemps animé l'émission La Couleur du temps. D'origine française, il se démarque par son accent peu courant dans le paysage télévisuel québécois.

## Biographie
Né en France à Tourcoing, Jacques Lebrun émigre au Québec en 1961. Sans formation scientifique officielle, il s'intéresse à l'astronomie et devient membre de la Société d'astronomie de Montréal, où il se fait remarquer. En 1963, il se fait recommander auprès de la Société Radio-Canada, qui cherche un chroniqueur pour traiter de la planète Mars. Sa prestation à l'écran lui vaut une offre de CKAC, où il travaille comme chroniqueur météo et scientifique. 
Recruté par Télé-Métropole, Jacques Lebrun devient « l'expert maison » en matière d'astronomie, commentant les missions dans l’espace. En 1969, il décrit la mission du premier vol sur la Lune, Apollo 11, aux côtés de Roger Baulu. Il remplace ensuite Raymond Lemay à la Couleur du temps de Télé-Métropole, où il fait sa chronique quotidienne météorologique au cours des années 1970 et 1980. N'étant pas météorologue de formation, il compense toutefois son manque initial de connaissances dans ce domaine en lisant sur le sujet. Il participe même à la populaire émission pour enfant Patofville de 1974 à 1975, où il tient le rôle de Monsieur Qui, un savant perdu dans le village qui familiarise les enfants à certains phénomènes scientifiques ainsi qu'au système métrique qu'ils auront dorénavant à utiliser.
M. Lebrun devient le président de la Société d’astronomie en 1971-1972,. Le sobriquet de « prof » Lebrun lui est attribué par les élèves qu'il reçoit au Planétarium Dow, où il travaille durant 12 ans. En plus d'être conférencier au Planétarium, il travaille aussi à CFGL-FM et CJMS.
Il décède le 23 octobre 2003 des suites d'un cancer, à l'âge de 75 ans.